# Ministério de Relações Exteriores da Argentina
| Ministério das Relações Exteriores                                      |                               |
| Palácio San Martín, Esmeralda 1212, Buenos Aires www.cancilleria.gob.ar |                               |
| Criação                                                                 | 5 de março de 1854 (171 anos) |
| Palácio San Martín, sede do órgão                                       |                               |
| Palácio San Martín, sede do órgão                                       |                               |
| Atual ministro                                                          | Gerardo Werthein              |

O Ministério de Relações Exteriores da Argentina ((em castelhano): Ministerio de Relaciones Exteriores y Culto) é o órgão do executivo do governo Argentino que o compete sobre a política externa nos termos condicionados pela Constituição da Argentina.